# Greven af Luxemburg
Greven af Luxemburg è un cortometraggio muto del 1910 diretto da Gunnar Helsengreen che si basa sull'operetta Il conte di Lussemburgo del 1909 di Franz Lehár su libretto di A.M. Willner, Robert Bodanzky e Leo Stein.

## Produzione
Il film fu prodotto dalla Fotorama.

## Distribuzione
Distribuito dalla Fotorama, il film uscì nelle sale cinematografiche danesi presentato in prima il 5 settembre 1910 al Løvebiografen.